# Часник переможний
Часник переможний, цибу́ля перемо́жна (Allium victorialis) — багаторічна рослина родини цибулевих, яку досить часто помилково називають черемшею, але це дві різні рослини.

## Опис
Трав'яниста розеткова рослина з квітконосними пагонами 30—70 см заввишки. Цибулини конічні-циліндричні, прикріплені до косо спрямованого вгору кореневищу, товщиною 1—1,5 см, зі світло-бурими або сірувато-бурими, сітчасто-волокнистими оболонками. У нижній половині вкриті гладкими, часто фіолетово-забарвленими піхвами листків. Листки плоскі, з ланцетною або широкоеліптичною пластинкою, звуженою в крилатий черешок.
Суцвіття — кулясте або, рідше, напівкулясте, досить густе, багатоквітковий зонтик, до цвітіння захований в чохол . Оцвітина зірчаста, дворядна, з шістьма пелюстками; листочки оцвітини еліптичні, білувато—зеленуваті, з малопомітною жилкою, зовнішні трохи коротші. Пелюстки еліптичні, тупуваті, довжиною 4—5 мм, білувато — зеленуваті, з одною малопомітною жилкою. Тичинок шість, нитки майже в півтора рази довше оцвітини, цільні, вузькотрикутні.
Плід — коробочка кулясто — тригранна, з широкозворотніми — серцеподібними стулками. Насінини кулькоподібні або майже кулькоподібні, за забарвленням майже чорні. Цвіте у червні-липні.

## Хімічний склад

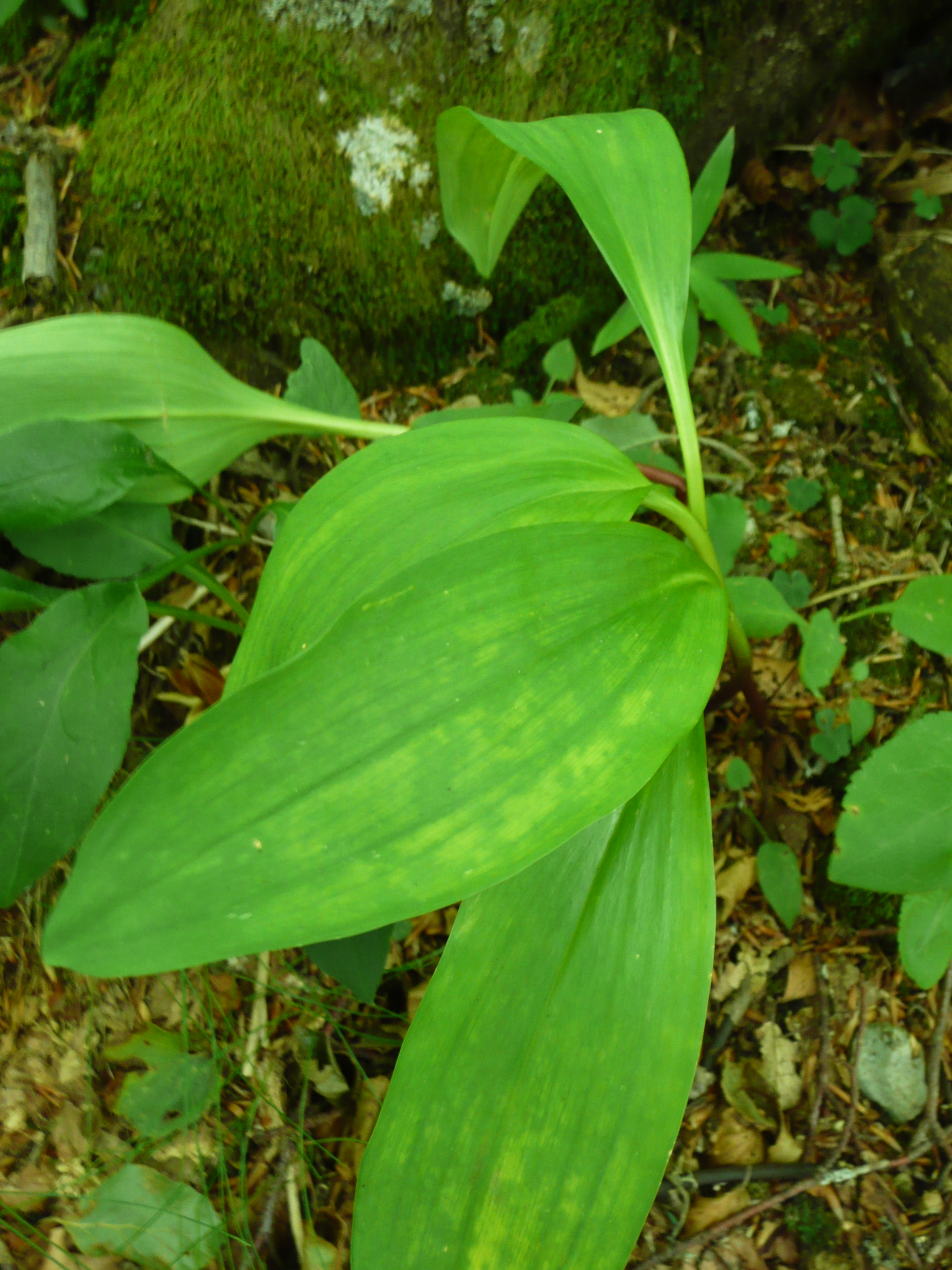
Листя

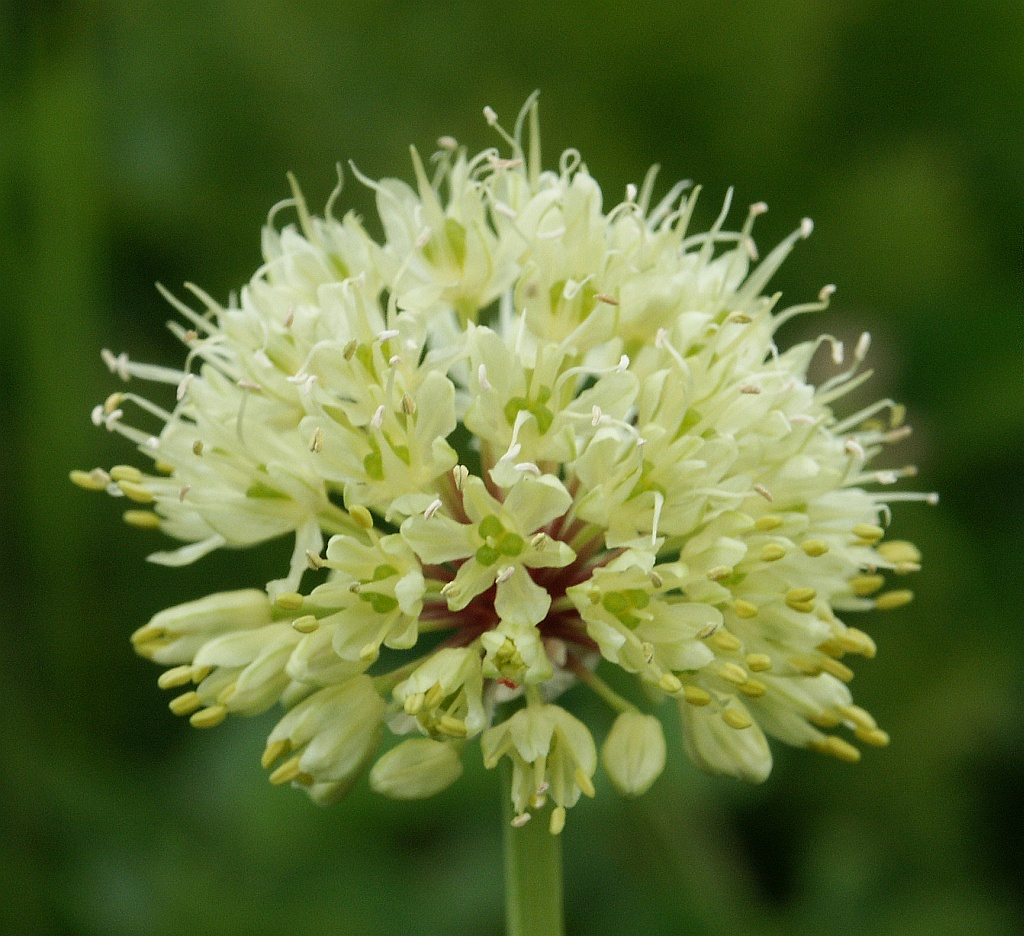
Суцвіття

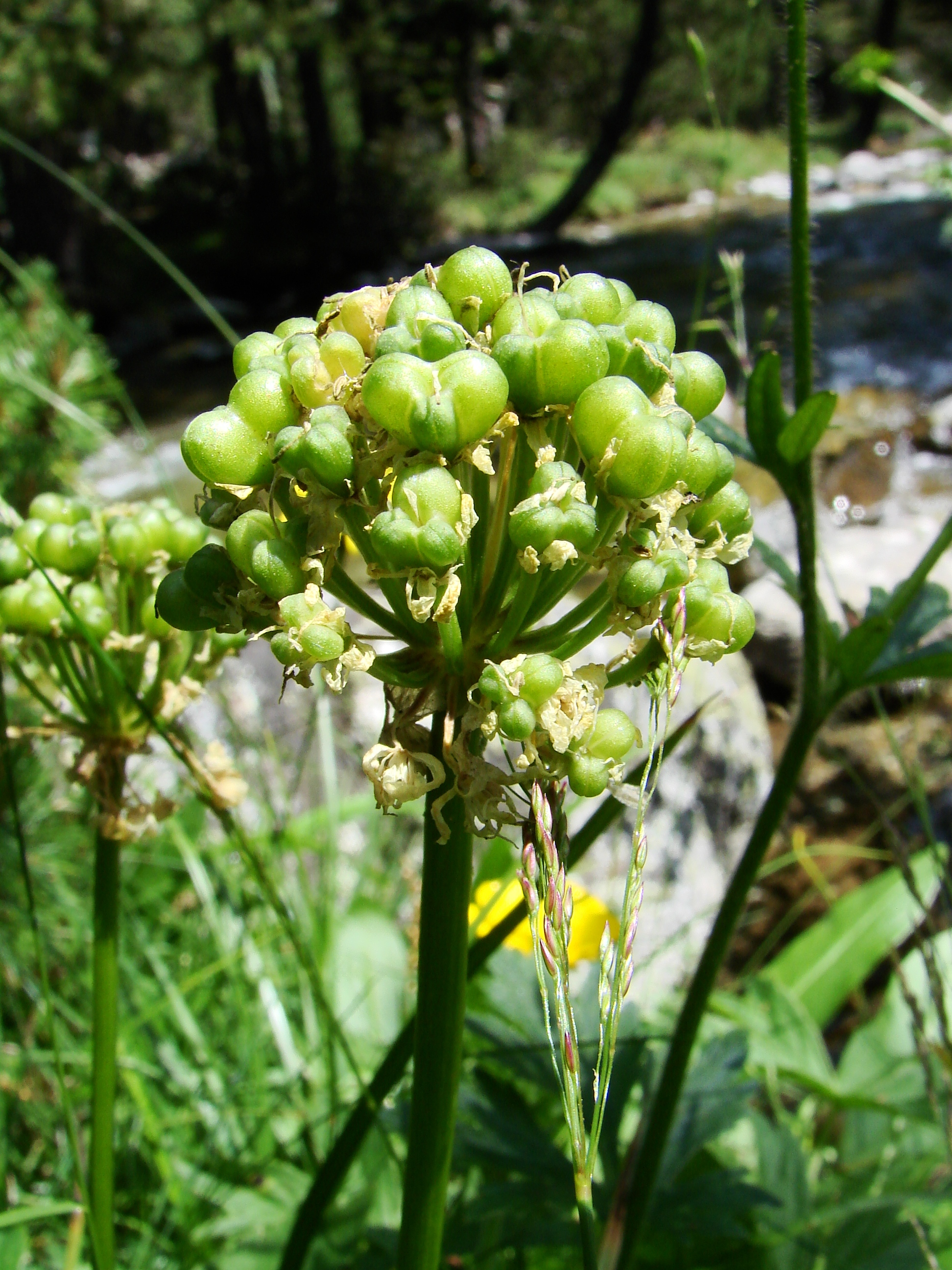
Недозрілі плоди

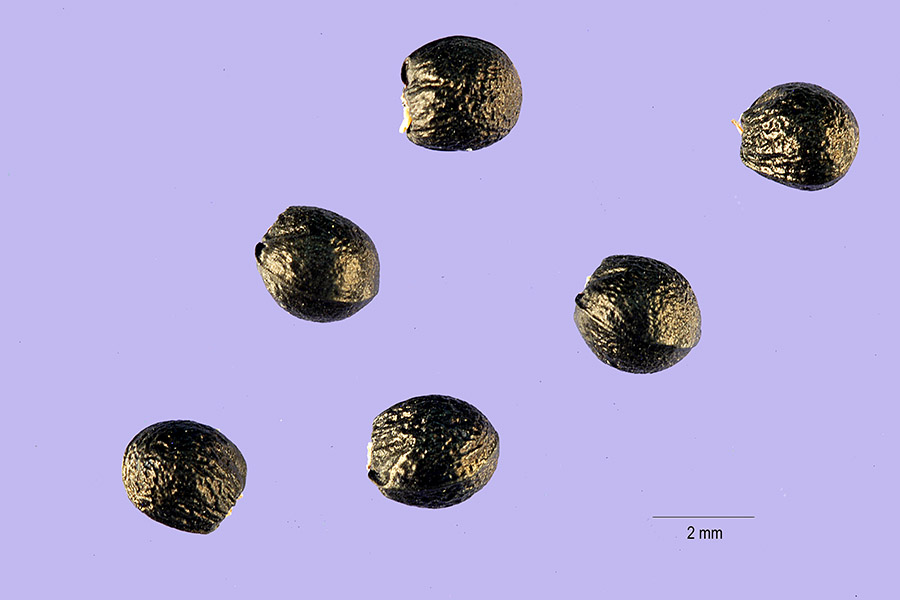
Насіння

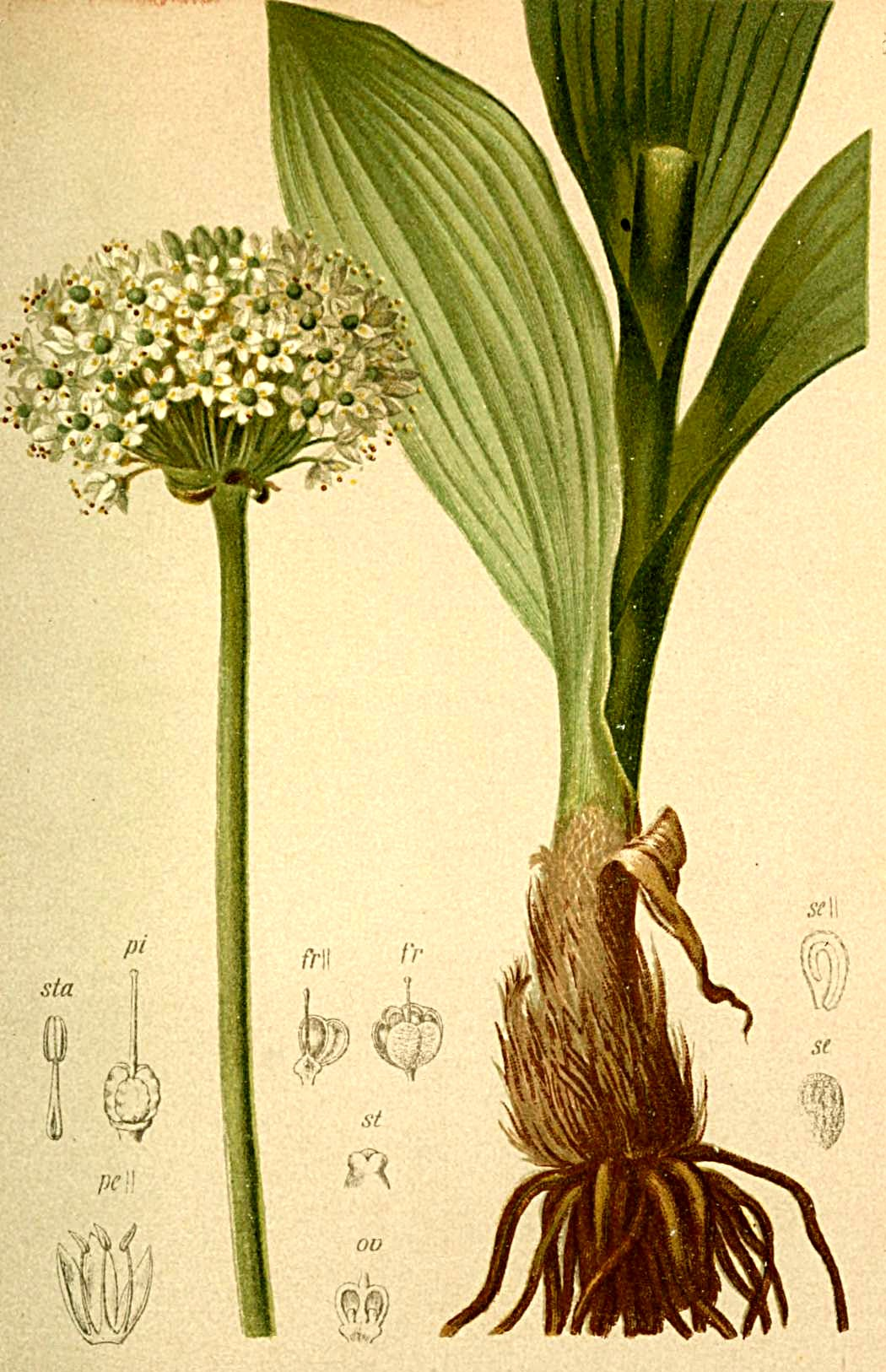
Ілюстрація

У всіх частинах рослини міститься ефірна олія, що обумовлює його різкий часниковий запах, аскорбінова кислота, лізоцим і фітонциди. До складу ефірної олії входять аллілсульфіди, пінеколінова кислота і аліїн. Крім того, листя містить: макроелементи (мг/г) — К — 37,0, Са — 15,8, Mg — 3,3, Fe −0,03; мікроелементи (мкг / г) — Mn-0,17, Cu-0,78, Zn-0,47, Со — 0,03, Мо — 0,25, Cr — 0,05, Al — 0,16, Ва — 0,02, V — 0,11, Se — 13,3, Ni — 0,16, Sr-0,65, Pb — 0,07, В — 31,2; концентрують Cu, особливо Se.

## Поширення та екологія
Голарктичний гірсько-субальпійський вид. Ареал складається з двох частин — середньоєвропейської і сибірської. Ізольовані популяції відомі з гір Кавказу, Малої Азії, Гімалаїв, Японії, та Північної Америки. У горах Європи відома з Піренеїв, Центрального масиву (у Франції), Юри, Вогезів, Альп(у діапазоні висот від 1400—1600 до 2600, місцями 3050 м), Карпат і Балкан.
Зростає зрідка у верхній частині лісового та в субальпійському поясах, серед криволісся, на луках, задернований кам′янистих схилах, на вологих, інколи оторфованих ґрунтах, від 800 (зрідка) до 1200—1500 м.
У межах Українських Карпат зростає у високогір'ях Чорногорського масиву Карпатського Біосферного заповідника та Карпатського національного природного парку.

## Охорона
Запропонована до Червоної книги Українських Карпат. Знаходиться під охороною у Румунії, Канаді, деяких областях Російської Фередації.
Основний чинник антропогенного впливу — зривання для різних потреб.

## Застосування
Молоді пагони споживають свіжими, квашеними і солоними, як приправу до м′ясних страв і як вітамінну сиронину. За запахом наближається до часнику, однак не залишає в роті гіркуватого присмаку. Рослина багата на вітаміни, зокрема 50 г свіжої зелені забезпечує добову потребу людського організму у вітаміні С, вміст якого становить 700 мг%, тобто у 10-15 разів більше, ніж у лимоні чи апельсині.
Цибуля переможна виявляє також антисклеротичну дію, підвищує апетит, квітки сушать, заварюють і п'ють від тиску, посилює перистальтику кишечнику, сприяє розвитку нормальної кишкової флори, збільшує амплітуду та сповільнює ритм серцевих скорочень. У народній медицині використовують фітонцидні властивості рослини, її застосовують при застуді, бронхітах, гастриті, ентериті, ентероколіті, особливо інфекційного походження, проносах. Також застосовується у вигляді настоянки на вині, як засіб проти гарячці та для натирань при ревматизмі.
При застуді і грипі. Пучок листя прокрутити на м'ясорубці і вичавити сік. Соку повинно вийти 200 мл. Дати відстоятися і акуратно перелити в інший посуд, додати 1 ложку спирту. Зберігати в холодильнику. Як тільки починається епідемія, закопувати в кожну ніздрю по 2 краплі.
Цинга. Їсти в сирому вигляді та натирати її молодим листям підошви ніг.
Здавна рослину наділяли чарівною силою, здатною оберігати від усякого лиха. Вже у Стародавньому Римі її знали як ефективний кровоочисний та протицинготний засіб, здатний швидко поповнити нестачу вітамінів. Інколи застосовують у квітникарстві.

### Вирощування
Цибулю переможну частіше розмножують відбрунькованими цибулинами. Можна її вирощувати і насінням, але цей процес досить тривалий. Насіння необхідно стратифікувати — витримувати 80 — 100 днів при температурі від 0 до −3°С у суміші з вологим піском. Втім, можна тримати і в холодильнику на нижній полиці. Потім його висівають на затіненій ділянці в добре підготовлений ґрунт, мульчують торфом, зволожують. На другий рік цибулинки можна посадити на постійне місце.
Цибулини з корінням можна посадити відразу після викопування або зберегти до весни у вологому торфі або піску в прохолодному приміщенні. Садять цибулини рядами за схемою 30x15 см.
Догляд за посадками полягає в прополюванні, розпушуванні і оптимальному формуванні гнізд з цибулинами (не більше 6-7 штук). Формування гнізд здійснюється відділенням зайвих цибулин.

## Класифікація

### Таксономія
Вид Цибуля переможна представник роду Цибуля (Allium), родини Цибулевих(Alliaceae), порядку Холодкоцвіті (Asparagales).
|  |                       |  |                                                        |                                                        |                 |  | ще 24 родини (Згідно Системі APG II) | ще 24 родини (Згідно Системі APG II) |                      |  |  |  | ще близько 870 видів |
|  |                       |  |                                                        |                                                        |                 |  | ще 24 родини (Згідно Системі APG II) | ще 24 родини (Згідно Системі APG II) |                      |  |  |  | ще близько 870 видів |
|  |                       |  |                                                        | порядок Холодкоцвіті                                   |                 |  |                                      |                                      | рід Цибуля           |  |  |  |                      |
|  |                       |  |                                                        | порядок Холодкоцвіті                                   |                 |  |                                      |                                      | рід Цибуля           |  |  |  |                      |
|  | Відділ Покритонасінні |  |                                                        |                                                        | родина Цибулеві |  |                                      |                                      | вид Цибуля переможна |  |  |  |                      |
|  | Відділ Покритонасінні |  |                                                        |                                                        | родина Цибулеві |  |                                      |                                      |                      |  |  |  |                      |
|  |                       |  | ще 44 порядка квіткових рослин (згідно Системі APG II) | ще 44 порядка квіткових рослин (згідно Системі APG II) |                 |  |                                      | ще близько 300 видів                 | ще близько 300 видів |  |  |  |                      |
|  |                       |  |                                                        | ще 44 порядка квіткових рослин (згідно Системі APG II) |                 |  |                                      |                                      | ще близько 300 видів |  |  |  |                      |

### Підвиди
У межах виду виділяють два підвиди:
- Allium victorialis subsp. platyphyllum Hultén
- Allium victorialis subsp. victorialis